# Istamu
Istamu (arab. اسطامو) – miejscowość w Syrii, w muhafazie Latakia. W 2004 roku liczyła 2288 mieszkańców.